# Неджд

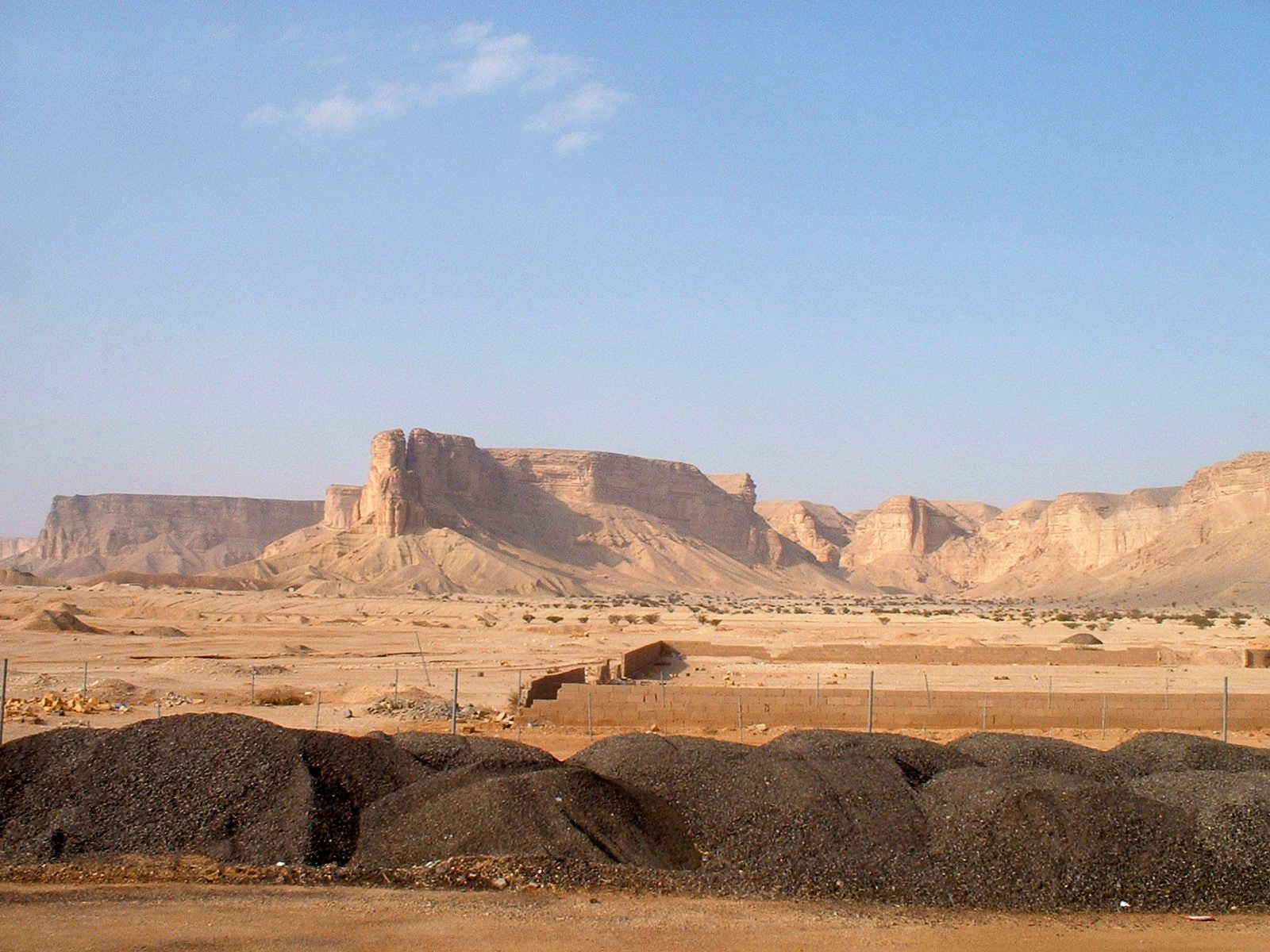
Вид на хребет Туейг, за яким розташований Ер-Ріяд

24°17′29″ пн. ш. 43°35′17″ сх. д. / 24.291334° пн. ш. 43.588054° сх. д.
Неджд (араб. نجد, досл. «височина») — територія в центральній частині Аравійського півострова, частина Саудівської Аравії.
Неджд є плато з висотами від 762 до 1525 м, що знижується з заходу на схід. Топографічні особливості: гори-«близнюки» Аджа і Сальма на півночі, неподалік від Хаїля та гірський хребет Туейг, що простягається з центру від півночі на південь. У Неджді численні висохлі річища (так звані ваді): Ханіфа біля Ер-Ріяду, Наам на півдні, Аль-Румах в провінції Ель-Касим на півночі, Ад-Давасір на найпівденнішій окраїні тощо.
В оазах східної частини Неджду густо розташовані поселення, в тому числі й столиця держави — місто Ер-Ріяд, натомість на решті плато де-не-де зустрічаються лише зупинки кочівників-бедуїнів.
Плато Неджд відіграло значну роль в етнічному формуванні арабів, зокрема аравійських, — тут бере початок класична арабська поезія, формувалася літературна арабська мова. Окрім культурних процесів, саме в Неджді відбувалися політичні — са́ме тут були засновані і розвивалися політичні та релігійні рухи, які в тому числі призвели до створення держави Саудівська Аравія.